# Sovring
Sovring är ett uttryck från gruvverksamheten. Sovring betyder utsortering eller särskiljning av större malmstycken från gråberget utan malm.
Ett sovringsverk är en mekanisk anordning för att verkställa utsorteringen. Det är ett första steg i anrikning av malmen.